# Ghoti
Ghoti е дума на английски език, конструирана с цел да илюстрира неправилности в езика.
Думата е вариант на изписване на думата fish (fɪʃ – „фиш“), но чрез по-рядко използвани правила за произнасяне на букви и буквосъчетания. Включва следните фонеми:
- gh, произнасяно (f) – както в tough (tʌf);
- o, произнасяно (ɪ) – както в women (ˈwɪmɪn);
- ti, произнасяно (ʃ) – както в nation (ˈneɪʃən).

Най-ранното споменаване на думата е от 1874 година при цитиране на писмо от 1855 г., като приписва ghoti на неизвестния William Ollier Jr (р. 1824).
Ghoti често се споменава в подкрепа на необходимостта от реформа на английския спелинг (правилата за произнасяне на букви и буквосъчетания). Думата се приписва на Джордж Бърнард Шоу – поддръжник на тази кауза, но тя не се среща в неговите творби.